# اصلان اوبا
اصلان اوبا (به ترکی آذربایجانی: Aslanoba) یک منطقه مسکونی در جمهوری آذربایجان است که در شهرستان خاچماز واقع شده‌است. اصلان اوبا ۱۷۷ نفر جمعیت دارد.